# Старі Чукали
Старі Чукали́ (рос. Старые Чукалы, чув. Кивĕ Чукал) — присілок у складі Шемуршинського району Чувашії, Росія. Адміністративний центр Старочукальського сільського поселення.
Населення — 908 осіб (2010; 981 у 2002).
Національний склад:
- чуваші — 95 %